# Minerale grezzo

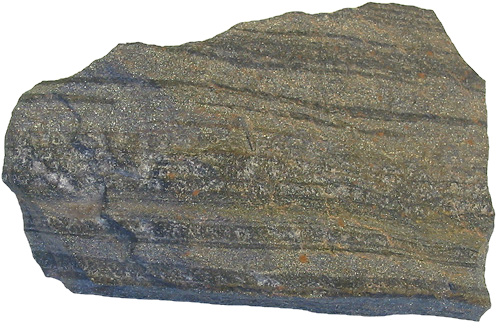
Minerale di ferro (formazione ferrifera a bande)

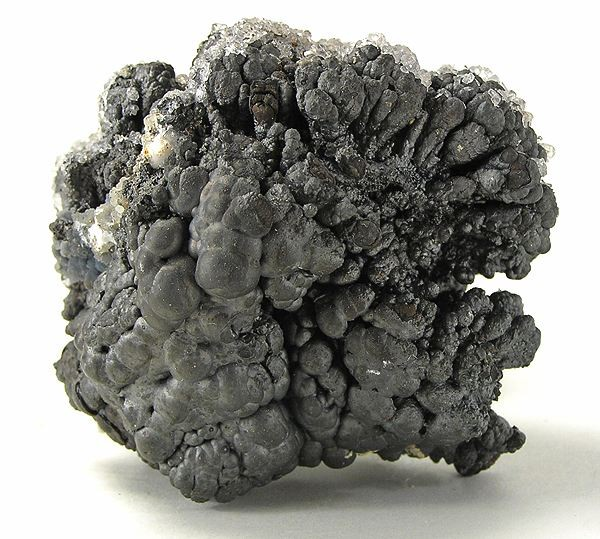
Metallo di manganese – psilomelano (dimensione: 6,7 × 5,8 × 5,1 cm)

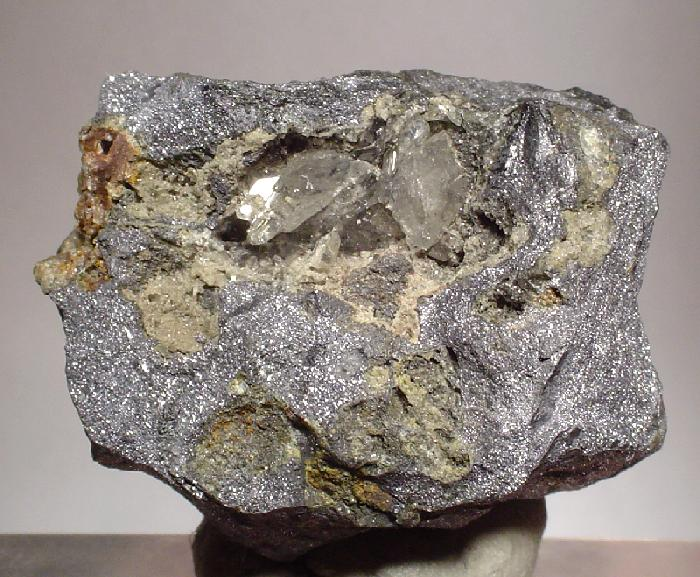
Minerale di piombo – galena ed anglesite (dimensione: 4,8 × 4,0 × 3,0 cm)

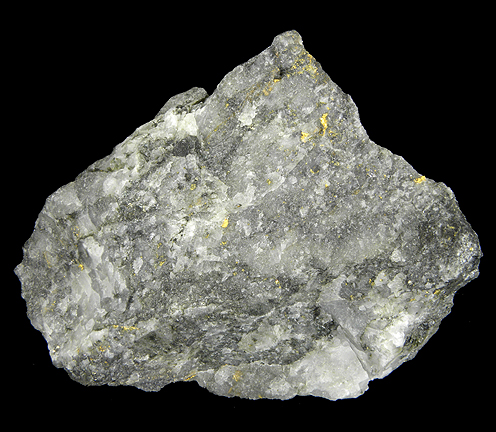
Minerale d'oro (dimensione: 7,5 × 6,1 × 4,1 cm)

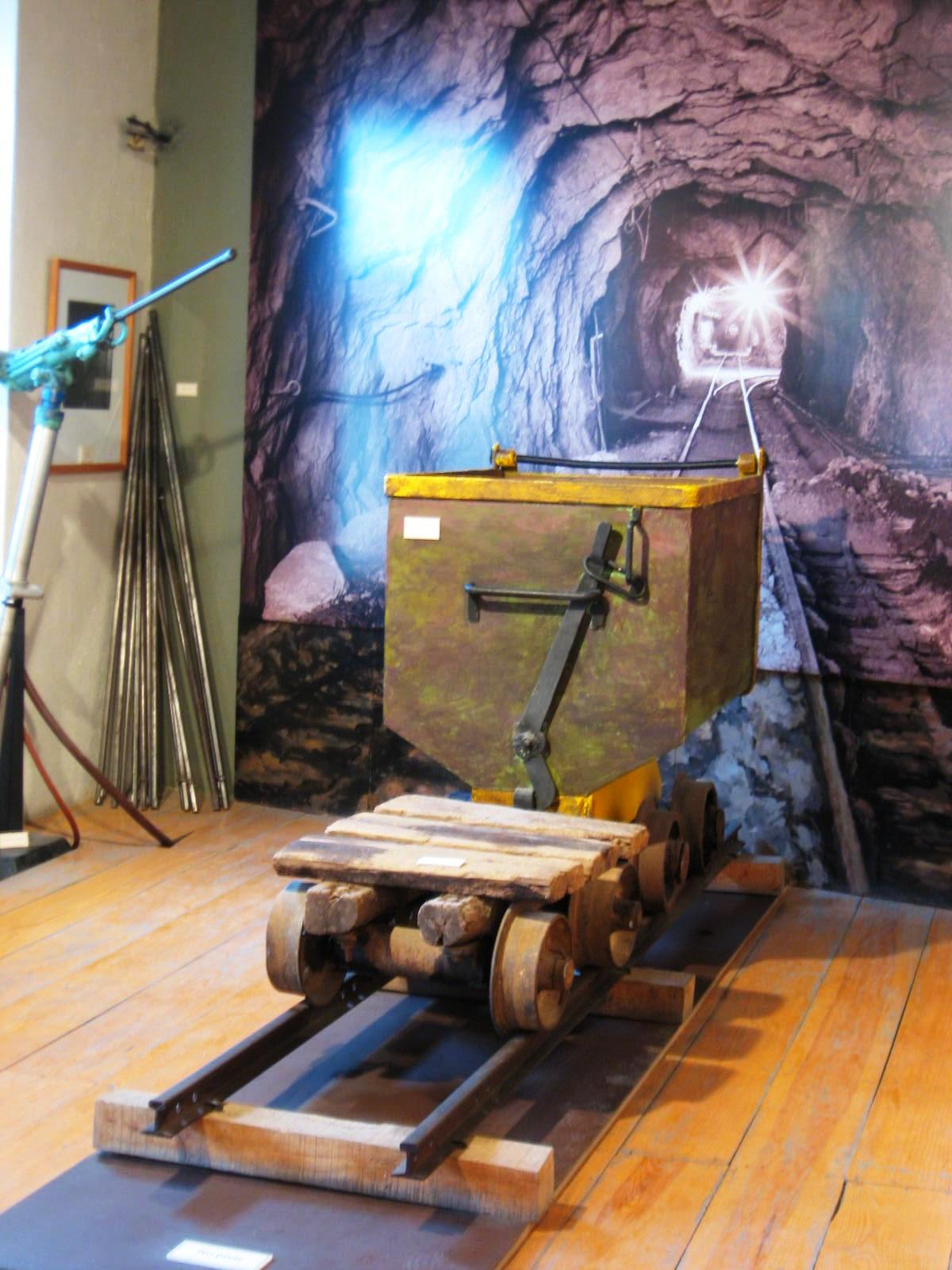
Carrello per trasportare il minerale da una miniera in mostra all'Archivio e museo storico della miniera a Pachuca (Messico)

Un minerale grezzo è una manifestazione di una roccia o sedimento che contiene sufficienti minerali con elementi economicamente importanti, tipicamente metalli, che possono essere estratti in modo conveniente dal deposito. I minerali grezzi sono estratti dalla terra attraverso l'industria mineraria; sono poi raffinati (spesso mediante fusione) per estrarre l'elemento o gli elementi preziosi.
Il grado o concentrazione di un minerale grezzo, o di un metallo, nonché la forma in cui esso si manifesta, influenzerà direttamente i costi associati all'attività di estrazione del minerale grezzo. Il costo di estrazione in tal modo deve essere ponderato rispetto al valore del metallo contenuto nella roccia per determinare quale minerale grezzo possa essere trattato e quale minerale grezzo abbia un grado troppo basso perché valga la pena di estrarlo. I minerali grezzi metalliferi sono generalmente ossidi, solfuri, silicati o metalli nativi (come il rame nativo) che non sono comunemente concentrati nella crosta terrestre, o metalli nobili (che solitamente non formano composti) come l'oro. I minerali grezzi devono essere trattati per estrarre gli elementi di interesse dalla roccia di scarto e dai minerali in essi contenuti. I corpi dei minerali grezzi sono formati da una varietà di processi geologici. Il processo di formazione dei minerali è chiamato minerogenesi.

## Depositi minerali grezzi
Un deposito di minerali grezzi è un accumulo di minerale grezzo. Questo è distinto da una risorsa minerale, come definita dai criteri di classificazione delle risorse minerali. Un deposito di minerali grezzi è una manifestazione di un particolare tipo di minerali grezzi. La maggior parte di questi depositi prendono il nome secondo la loro localizzazione (per esempio, il Witswatersrand, Sudafrica), o da uno scopritore (ad es. i filoni di nichel kambalda prendono nome dai loro sondatori), o da qualche stravaganza, da una figura storica, da una persona eminente, qualcosa dalla mitologia (fenice, kraken, serpopardo, ecc.) o il nome in codice della società mineraria che lo scoprì (ad es. MKD-5 è il nome interno del nichel del Monte Keith).

### Classificazione
I depositi di minerali grezzi sono classificati secondo vari criteri sviluppati attraverso lo studio della geologia economica o della minerogenesi. Le classificazioni seguenti sono quelle tipiche.

#### Depositi epogenetici idrotermali
- Depositi di oro in filoni mesotermali, tipizzati dalla Golden Mile, Kalgoorlie (Australia)
- Depositi di oro-uranio ospitati in conglomerati archeani, tipizzati da Elliot Lake (Canada) e da Witwatersrand (Sudafrica)
- Depositi di oro di tipo Carlin, inclusi:
- Depositi in vene ad orientamento casuale epitermali

#### Idrotermali legati al granito
- Depositi di ossido di ferro e rame-oro (iron-oxide copper-gold deposits, IOGD), tipizzati dal deposito Cu-Au-U supergigante di Olympic Dam (Australia)
- Depositi di rame porfirico +/- oro +/- molibdeno +/- argento
- Depositi di rame-oro legati a rocce intrusive +/- (tungsteno-latta), tipizzati dai depositi di Tombstone (Arizona)
- Depositi grezzi e skarn idromagmatici di ferro con magnetite
- Depositi grezzi entro skarn di rame, piombo, zinco, tungsteno ecc.

#### Depositi magmatici
- Depositi magmatici di nichel-rame-ferro-metalli del gruppo del platino (platinum group elements, PGE)
  - Magnetite o cromite cumulitiche vanadifere o contenenti platino
  - Depositi cumulitici di titanio (ilmenite) in rocce dure
  - Depositi di Ni-Cu-metalli del gruppo del platino ospitati in komatiite
  - Sottotipo di filoni subvulcanici, tipizzati da Noril'sk-Talnakh (Russia) e dalla Cintura di Thompson (Canada)
  - Ni-Cu-PGE legati a rocce intrusive, tipizzati dalla Baia di Voisey (Canada) e da Jinchuan (Cina)
- Depositi grezzi lateritici di nichel, gli esempi includono Goro e Acoje, (Filippine) e Ravensthorpe (Australia Occidentale).

#### Depositi legati alle vulcaniti
- Solfuro massivo ospitato in vulcaniti (volcanic hosted massive sulfide, VHMS) che includono Cu-Pb-Zn:
  - Gli esempi includono Teutonic Bore e Golden Grove (Australia)
    - Tipo Besshi (Giappone)
    - Tipo Kuroko (Giappone).

#### Depositi metamorficamente rimaneggiati
- Depositi paramagmatici a ossido di ferro-cromite ospitati in serpentinite podiforme, tipizzati dal minerale di ferro grezzo di Savage River (Tasmania), deposito di cromite di Coobina (Australia)
- Tipo Broken Hill di Pb-Zn-Ag, considerato come una classe di depositi sedimentari esalativi (sedimentary exhalative, SEDEX) rimaneggiati.

#### Depositi legati a rocce ignee alcalini a carbonatite
- Fosforo-tantalite-vermiculite (Phalaborwa Sudafrica)
- Elementi delle terre rare - Monte Weld (Australia) e Bayan Obo (Mongolia)
- Diamante ospitato in diatrema in kimberlite, lamproite o lamprofiro

#### Depositi sedimentari

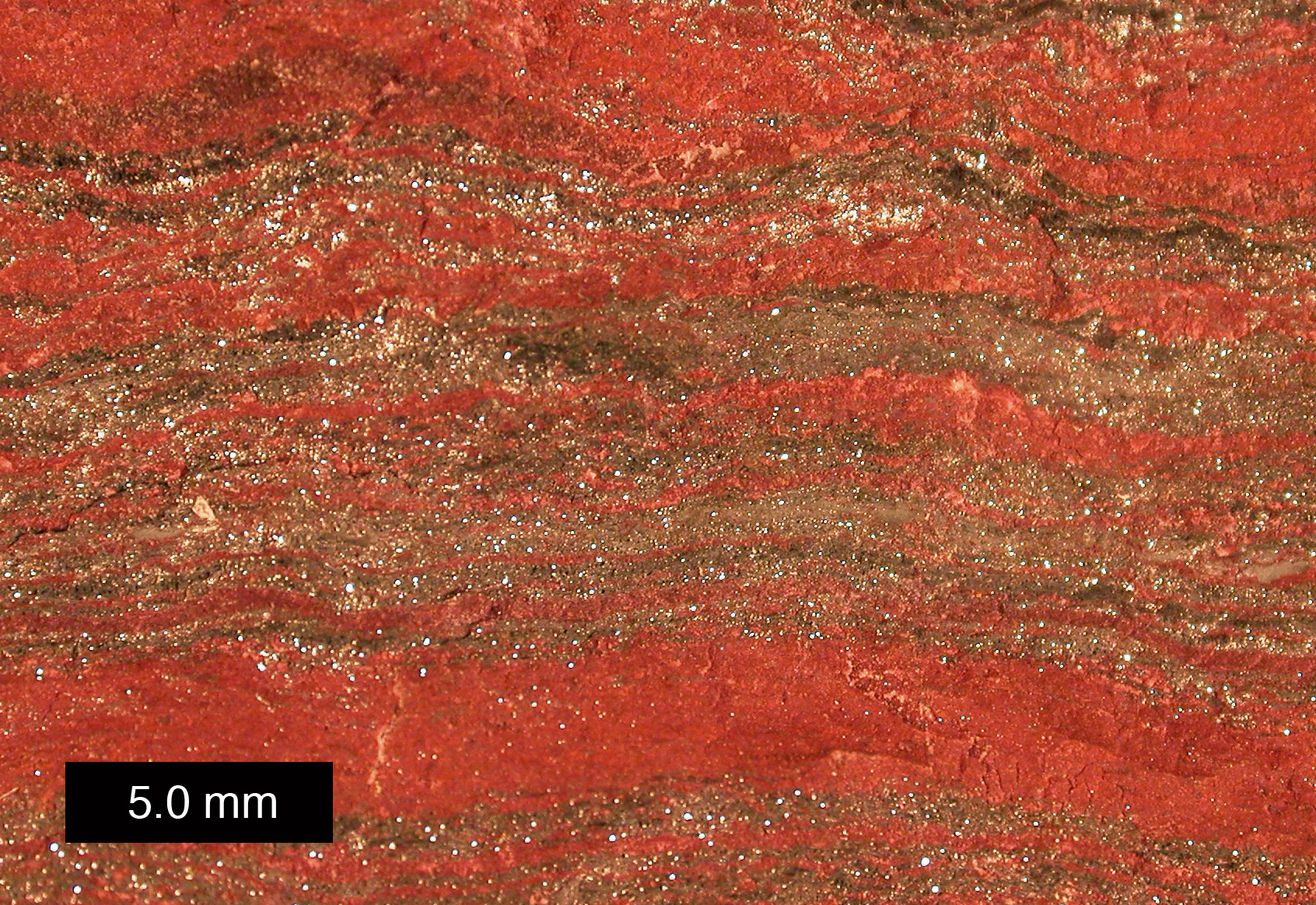
Veduta ingrandita di un campione di una formazione di ferro a bande proveniente dal Michigan Superiore. La barra della scala è 5,0 mm.

- Depositi di minerale grezzo di ferro con formazione a bande, inclusi
  - Depositi di ferro in alveo o minerale di ferro grezzo tipo pisolite
- Depositi di minerale grezzo in sabbie di minerali pesanti e altri depositi ospitati in dune di sabbia
- Depositi alluvionali di oro, diamanti, latta, platino o sabbia nera
- Deposito alluvionale di ossidi di zinco: unico esempio miniera di Skorpion Zinc (Namibia).

#### Depositi idrotermali sedimentari
- SEDEX
  - Piombo-zinco-argento, tipizzati da Red Dog, McArthur River, Mount Isa, ecc.
  - Rame stratiforme ospitato in arcosa e in scisto, tipizzato dalla "Zambian copperbelt" ("fascia di rame zambiana", Zambia)
  - Tungsteno stratiforme, tipizzato dai depositi dei Monti Metalliferi (Repubblica Ceca-Germania)
  - Depositi esalativi di oro ospitati in spilite-selce
- Depositi di zinco-piombo tipo valle del Mississipi (Mississippi valley type, MVT)
- Depositi di minerali ferrosi di ematite con formazione di ferro a bande alterate.

#### Minerali grezzi legati ad astroblemi
- Nichel e rame del Cratere di Sudbury, Ontario (Canada).

## Estrazione

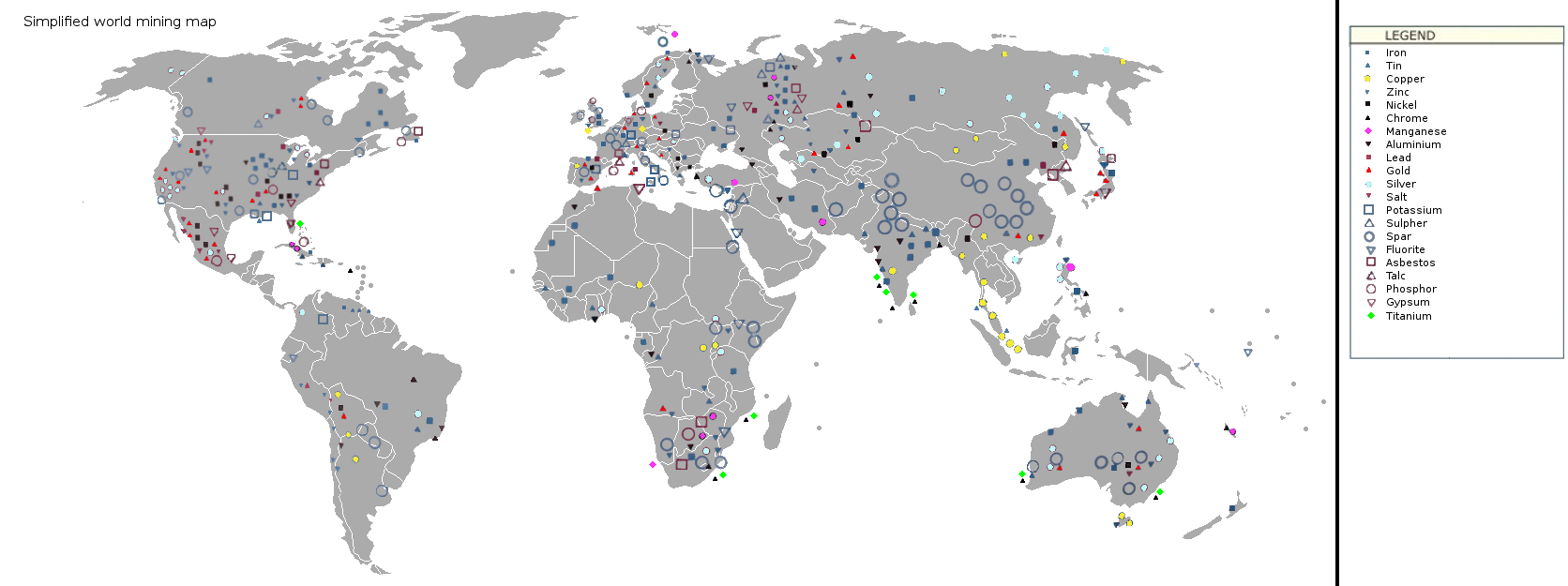
Alcuni depositi di minerale grezzo nel mondo.

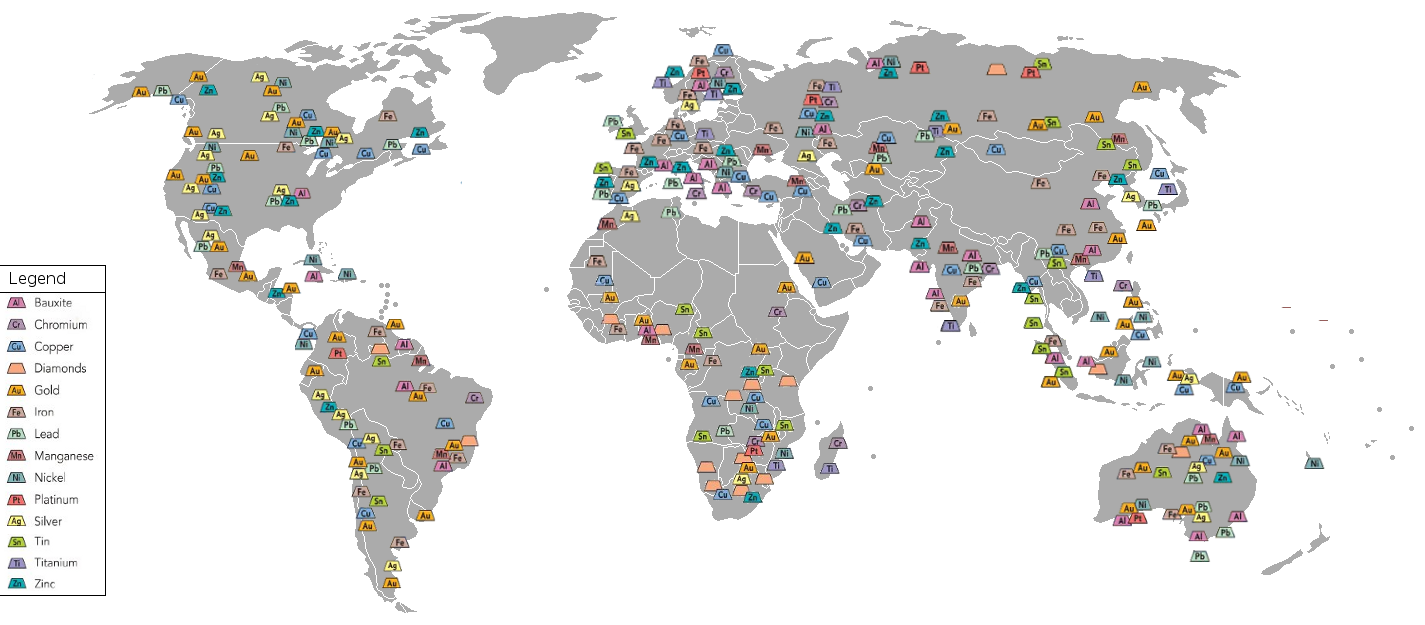
Alcuni depositi aggiuntivi di minerale grezzo nel mondo.

L'estrazione basilare dei depositi di minerale grezzo segue questi passi:
1. Prospezione o esplorazione per trovare e poi definire l'estensione e il valore del minerale grezzo dove è localizzato ("corpo del minerale").
2. Condurre una stima delle risorse per valutare la dimensione e il grado del deposito.
3. Condurre uno studio di pre-fattibilità per determinare gli aspetti finanziari teorici del deposito di minerale grezzo. Questo stabilisce, già agli inizi, se l'ulteriore investimento in studi di valutazione e ingegneria sia giustificato e identifica i rischi e le aree chiave per l'ulteriore lavoro.
4. Condurre uno studio di fattibilità per valutare la praticabilità finanziaria, i rischi tecnici e finanziari e la robustezza del progetto e prendere la decisione se sviluppare o abbandonare un progetto minerario proposto. Questa include la pianificazione mineraria per valutare la porzione economicamente recuperabile del deposito, la metallurgia e la recuperabilità, la commerciabilità e la redditività dei concentrati del minerale, i costi di ingegneria, macinazione e infrastruttura, i fabbisogni di finanziamento e di capitale proprio e un'analisi "dalla culla alla tomba" della possibile miniera, dallo scavo iniziale fino in fondo alla rivendicazione.
5. Sviluppo per creare l'accesso al corpo di un minerale e costruzione dell'impianto e dell'attrezzatura mineraria.
6. Funzionamento della miniera in senso attivo.
7. Risanamento per rendere il terreno dove sorgeva la miniera adatto per usi futuri.

## Commercio
I minerali grezzi (metalli) sono commerciati a livello internazionale e rappresentano una porzione considerevole del commercio internazionale di materie prime sia in volume che in valore. Ciò perché la distribuzione mondiale di minerali grezzi è diseguale e lontana dalle località di maggiore domanda e dagli impianti di fusione.
La maggior parte dei metalli di base (rame, piombo, zinco, nichel) sono scambiati internazionalmente alla London Metal Exchange, con gli scambi minori di scorte e metalli monitorati dal COMEX e dal NYMEX negli Stati Uniti e dalla Shanghai Futures Exchange in Cina.
Il minerale grezzo di ferro è commerciato tra cliente e produttore, benché vari prezzi di riferimento siano fissati trimestralmente tra i principali conglomerati minerari e i principali consumatori, e questo prepara la strada per i partecipanti minori.
Altre merci minori non hanno stanze di compensazione e prezzi di riferimento internazionali, atteso che la maggior parte dei prezzi sono negoziati tra fornitori e clienti uno ad uno. Questo generalmente rende la determinazione del prezzo dei minerali grezzi di questa natura opaca e difficile. Tali metalli includono il litio, il niobio-tantalo, il bismuto, l'antimonio e le terre rare. La maggior parte di queste merci sono anche soggette a oligopoli, con uno o due fornitori che controllano oltre il 60% delle riserve mondiali. La London Metal Exchange mira ad aggiungere l'uranio alla lista dei metalli che possono fungere da garanzia.
L'Organizzazione mondiale del commercio riferisce che l'Unione europea nel 2016 era il principale esportatore di prodotti combustibili e minerari, seguita dalla Russia, dagli Stati Uniti e dall'Arabia Saudita.

## Minerali grezzi importanti
- Acantite (polimorfo raffreddato dell'argentite): Ag2S per la produzione di argento
- Barite: BaSO4
- Bauxite Al(OH)3 e AlOOH, essiccato in Al2O3 per la produzione di alluminio
- Berillo: Be3Al2(SiO3)6
- Bornite: Cu5FeS4
- Cassiterite: SnO2
- Calcocite: Cu2S per la produzione di rame
- Calcopirite: CuFeS2
- Cromite: (Fe, Mg)Cr2O4 per la produzione di cromo
- Cinabro: HgS per la produzione di mercurio
- Cobaltite: (Co, Fe)AsS
- Columbite-tantalite o coltan: (Fe, Mn)(Nb, Ta)2O6
- Dolomite: CaMg(CO3)2
- Galena: PbS
- Ematite: Fe2O3
- Ilmenite: FeTiO3
- Magnetite: Fe3O4
- Malachite: Cu2CO3(OH)2
- Molibdenite: MoS2
- Oro nativo: Au, tipicamente associato a quarzo o come depositi alluvionali
- Pentlandite:(Fe, Ni)9S8
- Pirolusite:MnO2
- Scheelite: CaWO4
- Sperrylite: PtAs2 per la produzione di platino
- Sfalerite: ZnS
- Uraninite (pitchblende): UO2 per la produzione di uranio metallico
- Wolframite: (Fe, Mn)WO4